# ونیزی (فرانسه)
ونیزی (به فرانسوی: Venizy) یک کمون در فرانسه است که در Canton of Brienon-sur-Armançon واقع شده‌است.

## خصوصیات
ونیزی ۴۳٫۶۸ کیلومترمربع مساحت و ۸۸۷ نفر جمعیت دارد.